# Liste der Baudenkmäler in Mauth

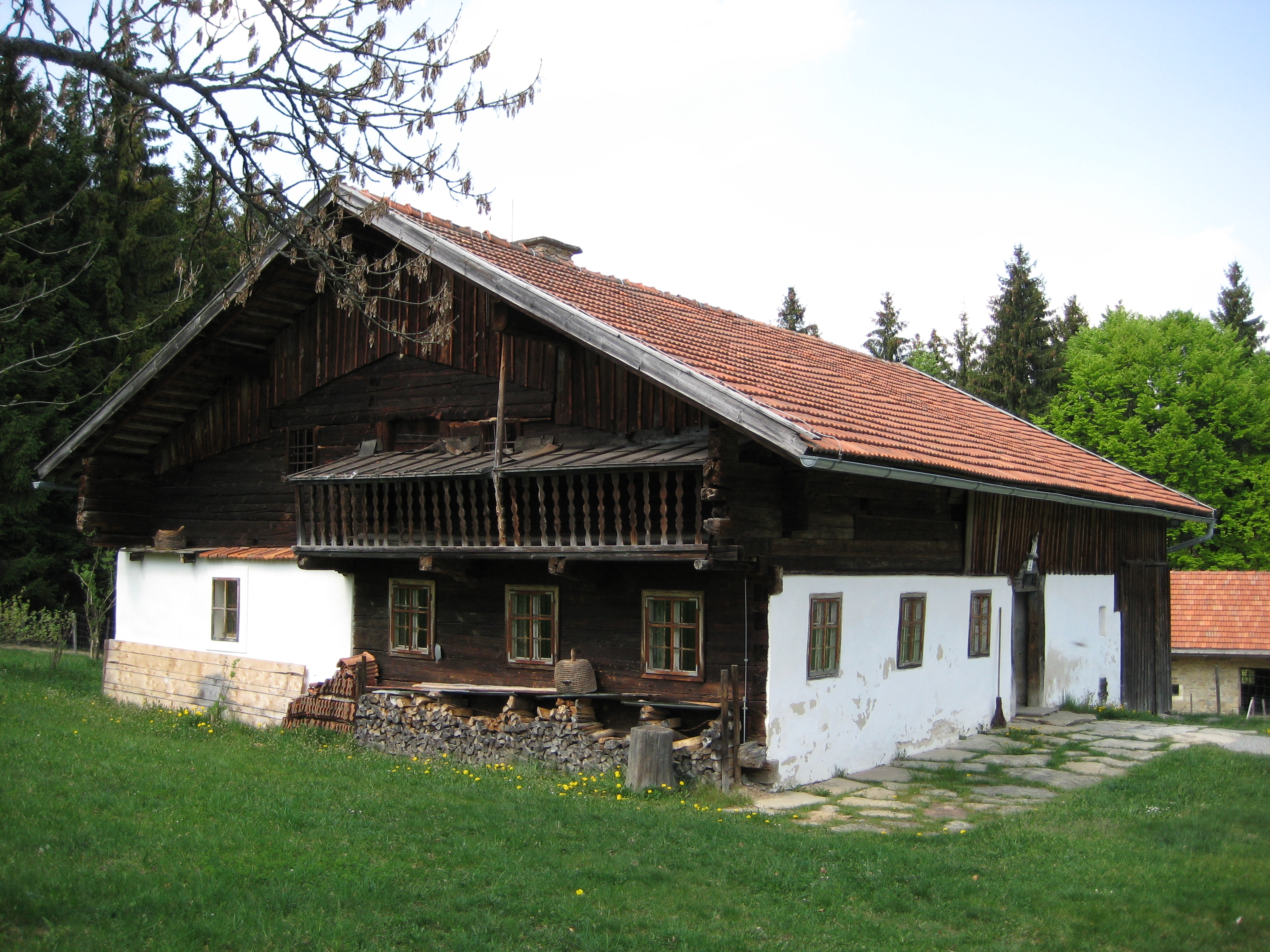
Das „Sachl-Häusl“ im Freiluftmuseum Finsterau

Auf dieser Seite sind die Baudenkmäler in der niederbayerischen Gemeinde Mauth zusammengestellt. Diese Tabelle ist eine Teilliste der Liste der Baudenkmäler in Bayern. Grundlage ist die Bayerische Denkmalliste, die auf Basis des Bayerischen Denkmalschutzgesetzes vom 1. Oktober 1973 erstmals erstellt wurde und seither durch das Bayerische Landesamt für Denkmalpflege geführt wird. Die folgenden Angaben ersetzen nicht die rechtsverbindliche Auskunft der Denkmalschutzbehörde.

## Baudenkmäler nach Ortsteilen

### Mauth
| Lage                          | Objekt                              | Beschreibung | Akten-Nr.     | Bild                                |
| ----------------------------- | ----------------------------------- | --- | ------------- | ----------------------------------- |
| Freyunger Straße 3 (Standort) | Ehemals Forstamtsgebäude Mauth-Ost  | Zweigeschossiger traufständiger Krüppelwalmdachbau, Bruchsteinmauerwerk mit Eckquaderung, 1891/92; Nebengebäude, eingeschossiger Satteldachbau, Bruchsteinmauerwerk mit Eckquaderung, gleichzeitig; Hofeinfriedung, Staketenzaun mit Granitpfeilern, gleichzeitig. | D-2-72-134-22 | BW                                  |
| Giesekestraße 1, 3 (Standort) | Katholische Pfarrkirche St. Leopold | Saalkirche mit Satteldach und eingezogenem, halbrund geschlossenem Chor, integrierter Westturm mit Pyramidendach, um 1775, erweitert 1830, nach Brand 1920 wiederhergestellt; mit Ausstattung; Anbau Hl.-Grabkapelle, polygonal geschlossener Halbwalmdachbau, Blendarkade mit Granitsäulen, Nachgotik, 1790; Teile der Friedhofsmauer nach Nordwesten, Bruchstein, 19. Jahrhundert. | D-2-72-134-1  | Katholische Pfarrkirche St. Leopold |

### Finsterau
| Lage                          | Objekt                                 | Beschreibung | Akten-Nr.     | Bild                                   |
| ----------------------------- | -------------------------------------- | --- | ------------- | -------------------------------------- |
| Am Kirchensteig 7 (Standort)  | Katholische Pfarrkirche Mater Dolorosa | Saalkirche mit Steildach und eingezogenem, fünfseitig geschlossenem Chor nach Süden, Flankenturm nach Osten mit Spitzhelm, Bruchstein, neuromanisch, 1910–12 von Johann Schott; mit Ausstattung; Friedhofskapelle, ehemals Dorfkapelle, Saalbau mit Satteldach und eingezogener halbrunder Chorapsis, steinerner Giebelreiter mit Geläut, Quader- und Bruchsteinmauerwerk, 1888; Friedhofsmauer, Granitquader und Bruchstein, mit Deckplatten, wohl Ende 19. Jahrhundert. | D-2-72-134-3  | Katholische Pfarrkirche Mater Dolorosa |
| Am Kirchensteig 20 (Standort) | Ehemaliges Forsthaus                   | Zweigeschossiger kubusartiger Mansardwalmbau mit Putzstreifengliederungen, Hausteinportal, bezeichnet 1809; Rückgebäude, westlich an das Haupthaus anschließend, zweigeschossiger Flachsatteldachbau, Blockbau mit Verschindelung, 19. Jahrhundert; Stall, eingeschossiger Pultdachbau, Bruchstein- und Quadermauerwerk, 19. Jahrhundert; Hofeinfriedung, Bruchsteinsockel, darüber Granitpfosten mit Staketenzaun, wohl 1809. | D-2-72-134-4  | BW                                     |
| Museumsstraße 51 (Standort)   | Backofen                               | Backofen aus Bösmaign bei Außernzell (Landkreis Passau), kleiner Flachsatteldachbau, Bruchsteinmauerwerk, giebelseitig Ziegelmauerwerk, 18. Jahrhundert, Holzständerwerk wohl 19. Jahrhundert, 1981 transferiert | D-2-72-134-11 | Backofen                               |
| Museumsstraße 51 (Standort)   | Brechhaus                              | Brechhaus aus Rehberg (Landkreis Freyung-Grafenau), eingeschossiger Satteldachbau, Blockbau, gemauerter Ofen aus Bruchstein, nach Süden Stadelteil, verbrettertes Holzständerwerk, Mitte 19. Jahrhundert, 1979 transferiert. | D-2-72-134-12 | Brechhaus                              |
| Museumsstraße 51 (Standort)   | Ehemalige Schmiede                     | Ehemalige Schmiede aus Grattersdorf (Landkreis Deggendorf), mit Werkstatt und Wirtschaftsteil, zweigeschossiger Satteldachbau mit Kniestock, Blockbau, um 1800, Dach später aufgesteilt, 1978 transferiert. | D-2-72-134-7  | weitere Bilder                         |
| Museumsstraße 51 (Standort)   | Austragshaus (Raidl-Haus)              | Austragshaus aus Böhmzwiesel (Landkreis Freyung-Grafenau), zweigeschossiger Flachsatteldachbau über winkelförmigem Grundriss, Blockbau, zum Teil Bruchsteinmauerwerk, giebelseitig mit Balusterschrot, bezeichnet 1775, 1977 transferiert. | D-2-72-134-8  | weitere Bilder                         |
| Museumsstraße 51 (Standort)   | Kleinbauernhaus (Sachl-Haus)           | Kleinbauernhaus aus Rumpenstadl (Landkreis Freyung-Grafenau), eineinhalbgeschossiger Flachsatteldachbau, Blockbau mit Teilausmauerung, mit Giebelschrot, Ende 18. Jahrhundert, 1914 Aufsteilung des Daches und Anfügen einer Tenne, 1981 transferiert. | D-2-72-134-10 | weitere Bilder                         |
| Museumsstraße 51 (Standort)   | Dörrhaus                               | Dörrhaus aus Lackenhäuser (Landkreis Freyung-Grafenau), Blockbau, wohl 18. Jahrhundert, 1979 transferiert. | D-2-72-134-9  | weitere Bilder                         |
| Museumsstraße 51 (Standort)   | Stallgebäude                           | Stallgebäude aus Rosenberg (Landkreis Freyung-Grafenau), langgestreckter eingeschossiger Satteldachbau, Bruchsteinmauerwerk, Granit, bezeichnet 1789, Dach später, 1982 transferiert. | D-2-72-134-13 | weitere Bilder                         |
| Museumsstraße 51 (Standort)   | Wohnstallhaus (Kappl-Hof)              | Wohnstallhaus und Traidkasten aus Trautmannsried (Landkreis Regen), Wohnstallhaus, winkelförmiger, erdgeschossiger Flachsatteldachbau mit Kniestock, Blockbau, zum Teil ausgemauert, mit Giebelschrot, 1835, Stallteil aus Bruchsteinmauerwerk, Anfang 20. Jahrhundert verlängert, 1979/80 transferiert; Traidkasten, geständerter zweigeschossiger Flachsatteldachbau mit Giebelschrot, bezeichnet 1712, 1975 transferiert; Stallstadel aus Reichenberg (Landkreis Freyung-Grafenau), eingeschossiger Flachsatteldachbau, verbrettertes Holzständerwerk, Stall zum Teil Bruchsteinmauerwerk, bezeichnet 1816, 1977 transferiert. Backofen aus Trautmannsried (Landkreis Regen), Bruchsteinbau mit Flachsatteldach, 18. Jahrhundert, 1975 transferiert; Toilettenhäuschen, kleiner Satteldachbau, verbrettertes Holzständerwerk, wohl 19. Jahrhundert; Kruzifix aus Perlesöd (Landkreis Freyung-Grafenau), Holz, farbig gefasst, 18./19. Jahrhundert. | D-2-72-134-5  | weitere Bilder                         |
| Museumsstraße 51 (Standort)   | Ehemaliges Wirtshaus                   | Ehemaliges Wirtshaus aus Dörfl (Landkreis Regen), Mitterstallbau, zweigeschossiger Flachsatteldachbau mit Kniestock, Obergeschoss Blockbau, mit traufseitigem Schrot, 1840, 1976 transferiert. | D-2-72-134-6  | Ehemaliges Wirtshaus                   |

### Heinrichsbrunn
| Lage | Objekt                                                     | Beschreibung | Akten-Nr.     | Bild           |
| --- | ---------------------------------------------------------- | --- | ------------- | -------------- |
| Teilabschnitte: Hochwaldstraße; Museumsstraße; Kühhüttenberg; Reschwasser; Heinrichsbrunner Schwarzwassergraben; Hausfelder; Teufelshänge; Muckenloch; Hochwaldstraße 54; Hochwaldstraße 56; Rehberg; Ochsenberg; Museumsstraße 67 (Standort) | Reschbachtrift, Bestandteil des Wolfsteiner Triftkomplexes | Teilweise begradigte, mit Holzbeschlächten bzw. Bruch- oder Werksteinmauern befestigte und mit Holzstämmen ausgelegte Bachabschnitte, zum Teil mit begleitendem Triftpfad, 2. Hälfte 18. Jahrhundert, 1820/25 und 1880er Jahre; Reschbachklause, künstlicher Schwellteich mit hoher Staumauer aus Granitsteinen, Windenhäuschen und kanalartigem Auslauf, 1860; Ausleitbauwerk des Schwellgrabens zur Teufelsklause, Granitwerkstein, 1820/25 und 1880; Schwellgraben, Überleitung vom Reschbach zur Teufelsbachklause, talseitig mit Dammweg, 1820/25; Wehrgraben Schustersäge mit Wehren, Beton und Bruchstein, um 1900; Wehrgraben Neuhüttenmühle mit begleitendem Dammweg, 18./19. Jahrhundert. | D-2-72-134-20 | weitere Bilder |
| Nähe Am Schoberberg (Standort) | Wegkapelle                                                 | Kleiner Satteldachbau, halbrund geschlossen, mit Eckquaderung und Schulterbogenportal, wohl 1. Viertel 19. Jahrhundert; mit Ausstattung, am nördlichen Ortsrand | D-2-72-134-14 | BW             |

### Hohenröhren
| Lage                             | Objekt                | Beschreibung | Akten-Nr.     | Bild |
| -------------------------------- | --------------------- | --- | ------------- | ---- |
| Finsterauer Straße 14 (Standort) | Ehemaliges Bauernhaus | Eineinhalbgeschossiger Flachsatteldachbau, Erdgeschoss massiv, darüber Blockbau, Fenster mit Werksteingewänden, Anfang 19. Jahrhundert | D-2-72-134-15 | BW   |

### Neuhütte
| Lage                  | Objekt         | Beschreibung | Akten-Nr.     | Bild |
| --------------------- | -------------- | --- | ------------- | ---- |
| Neuhütte 6 (Standort) | Gutshofkapelle | Walmdachbau mit halbrundem Schluss, wohl 1. Hälfte 19. Jahrhundert; mit Ausstattung | D-2-72-134-16 | BW   |
| Neuhütte 7 (Standort) | Neuhüttenmühle | Wohnhaus, zweigeschossiger Satteldachbau mit verschaltem Obergeschoss und giebelseitigem Balkon, bezeichnet 1840; Sägegatter, zweigeschossiger vertreppter Satteldachbau, Untergeschoss zum Teil Bruchsteinmauerwerk, darüber verschaltes Ständerwerk, gleichzeitig; mit technischer Ausstattung; Nebengebäude, eineinhalbgeschossiger Satteldachbau, Erdgeschoss zum Teil Bruchsteinmauerwerk, ansonsten verschaltes Ständerwerk, bezeichnet 1903. | D-2-72-134-21 | BW   |

### Spicking
| Lage          | Objekt   | Beschreibung | Akten-Nr.     | Bild |
| ------------- | -------- | --- | ------------- | ---- |
| Raumreut 1 () | Einödhof | Wohnstallstadelhaus mit deutschem Kamin und flach geneigtem Satteldach mit Blechdeckung, zweigeschossiger Wohnteil mit zwei Giebelschroten, in Blockbauweise über Bruchsteinsockel, teilweise verschalt, Stallteil massiv aus Bruchstein, Stadel verbretterte Ständerkonstruktion, 1827/28 (dendro.dat.) | D-2-72-134-30 |      |

### Tummelplatz
| Lage                     | Objekt                       | Beschreibung | Akten-Nr.     | Bild           |
| ------------------------ | ---------------------------- | --- | ------------- | -------------- |
| Tummelplatz 1 (Standort) | Forstdiensthütte Tummelplatz | Eingeschossiger und verschindelter Blockbau über verputztem Granitsockel, mit flach geneigtem Satteldach, 1860 nach Brand wieder errichtet, 1927/28 überformt; Backofen. | D-2-72-134-24 | weitere Bilder |

### Vierhäuser
| Lage                      | Objekt      | Beschreibung | Akten-Nr.     | Bild |
| ------------------------- | ----------- | --- | ------------- | ---- |
| Vierhäuser 1 a (Standort) | Ausnahmhaus | Eineinhalbgeschossiger traufständiger Flachsatteldachbau, verschindelter Blockbau, wohl 1. Viertel 19. Jahrhundert. | D-2-72-134-17 | BW   |

### Zwölfhäuser
| Lage                    | Objekt                    | Beschreibung                                                                                 | Akten-Nr.     | Bild |
| ----------------------- | ------------------------- | -------------------------------------------------------------------------------------------- | ------------- | ---- |
| Säumerweg 13 (Standort) | Kruzifix mit Arma Christi | Holzkruzifix mit Beifiguren und Arma Christi, farbig gefasst, Bauernbarock, 19. Jahrhundert. | D-2-72-134-18 | BW   |

## Ehemalige Baudenkmäler
In diesem Abschnitt sind Objekte aufgeführt, die früher einmal in der Denkmalliste eingetragen waren, jetzt aber nicht mehr. Objekte, die in anderem Zusammenhang also z. B. als Teil eines Baudenkmals weiter eingetragen sind, sollen hier nicht aufgeführt werden. Aktennummern in diesem Abschnitt sind ehemalige, jetzt nicht mehr gültige Aktennummern.

| Lage                              | Objekt   | Beschreibung | Akten-Nr.    | Bild |
| --------------------------------- | -------- | --- | ------------ | ---- |
| Annathal Dorfstraße 28 (Standort) | Hakenhof | Oberteil-Blockbau mit verschaltem Giebel und Traufschrot, im Kern Ende 18. Jahrhundert, Türsturz bezeichnet 1890 | D-2-72-134-2 | BW   |